# Eulair Twin 2
 (juin 2019).
 (avril 2024).
L'Eulair Twin 2 est un Ultra-Léger Motorisé (ULM) bimoteur push-pull à ailes en tandem, commercialisé par la société EULAIR (pour « EUropean Light AIRcraft » en anglais, en français : Avion léger européen) implantée à Versailles en France.
Le Twin 2 est en fait l'Airelle conçue et fabriquée par Aeronix (disparue en 2006) et reprise ensuite par Aeronext (disparue en 2009), qui prétendait commercialiser un ULM bimoteur, pourtant non autorisé par la règlementation (d'où l'immatriculation avion F-WATC). Eulair a a son tour été mise en liquidation en novembre 2022.